# The Information
The Information —en español: La información— es el décimo álbum de estudio del músico estadounidense Beck, lanzado en 2006 a través de la casa discográfica Interscope Records. El álbum tiene la particularidad de que la portada puede ser personalizada, ya que trae un gran cantidad de adhesivos para hacerlo. Fue producido y mezclado por el frecuente colaborador de Beck, Nigel Godrich.

## Historia

### Grabación y concepto
La Grabación comenzó en 2003 simultáneamente con el álbum Guero, pero el álbum no se completó hasta 2006. Tercera colaboración entre Beck y Nigel Godrich -las dos anteriores, los intimistas Mutations y Sea Change, The Information se empezó a gestar tras el disco de ruptura (no sólo sentimental) que supuso Sea Change. Tras el impasse que hizo que el cantante reuniera fuerzas con The Dust Brothers en Guero y el productor con McCartney en Chaos and Creation in the Backyard y Thom Yorke en The Eraser, ambos retomaron el pulso, y a tenor del resultado, las últimas colaboraciones han dejado su impronta. A cierta distancia del folk y canción de autor que habían marcado sus dos colaboraciones anteriores, Hansen y Godrich tejen a lo largo de los quince cortes del disco un conocido collage de formas y estilos –folk, hip hop, psicodelia, pop…-, que junto a las psicofonías y ropajes sonoros marca de la casa forman el núcleo de la composición.
Como The Dark Side of the Moon, The Information es un álbum conceptual cuyo tema es la imposibilidad de acceder a un concepto, a un consuelo, que defina la forma de un presente gobernado por máquinas de carne y hueso. “Las canciones han sido inspiradas por el actual estado de ánimo de mi país”, explicó Beck en una entrevista. Abundan las palabras desconsolados donde se habla de armas, soldados, viudas y niños desamparados, últimas transmisiones, cremaciones, muertes vivas, teléfonos celulares, tormentas informativas en coma, cenizas y polvo que vuelve al polvo para hacerlo polvo y, en la apertura con el formidable “Elevator Music”, Beck canta/habla: “Lo estás haciendo hasta la muerte como si fuera el fin del mundo / Ahora todos están sudando y olvidando lo que tienen en sus mentes”. Hacia al final del álbum, sobre ruidos, se advierte que pronto todos estaremos “como adentro de una nave espacial / Pero también seremos la nave espacial / Como en un exoesqueleto” mientras afuera flotan, conversadoras, las voces invitadas del escritor y editor Dave Eggers y del director de cine y clips Spike Jonze teorizando acerca de cómo sonaría el “disco definitivo, el mejor que jamás pueda llegar a grabarse”. Jonze sueña con un álbum que cambie de acuerdo al humor que uno tenga en un determinado momento. Eggers dice: “Me da miedo que haya un disco así”.

### Arte y embalaje
El álbum fue publicado con una manga en blanco, un folleto y una de cuatro diferentes hojas de calcomanías para que los aficionados pudieran hacer su propia carátula del álbum. Diseñada por Matt Maitland y Gerard Saint para el estudio de diseño Big Active de Londres, la tapa es una hoja cuadriculada, con el logotipo del artista impreso en la caja de las llamadas jewel case. Cada CD contiene 1 de 4 plantillas diferentes de stickers, con imágenes realizadas por 20 diferentes artistas. Así que cada uno puede personalizar su portada y generar así un número infinito de posibles combinaciones.
Beck explicó a la revista Wired que ".. La obra de arte va a ser personalizable. La idea es ofrecer algo que llama a la interactividad". Sin embargo, debido a que el concepto de la carátula del álbum fue visto como un truco para aumentar las ventas al por menor, The Information fue considerada inelegible para entrar en el UK Albums Chart. También hay un parecido sorprendente con la cubierta de un disco de 1973 llamado Simon There Goes Rhymin de Paul Simon. Aunque nunca se ha confirmado que el arte de Beck para la cubierta de The Information se haya inspirado en el arte de la cubierta de este, que posee una similitud profunda en el fondo y las imágenes extrañas. Por supuesto, la versión de Paul Simon no era una edición con etiquetas.

### Lanzamiento y recepción
El primer sencillo en Norteamérica fue "Nausea", que oficialmente entró a la radio el 5 de septiembre de 2006. El primer sencillo en el Reino Unido fue "Cellphone's Dead", con un vídeo dirigido por Michel Gondry. "Think I'm in Love" fue a la radio de EE. UU. como el segundo y último sencillo, y se convirtió en un éxito radial, obteniendo un renovado interés en The Information. El 27 de febrero de 2007, una "Versión Deluxe" del álbum fue lanzada. Contiene el álbum original más tres canciones que sólo están disponibles a nivel internacional, seis remezclas, una impresión completa de las letras, un DVD con todos los vídeos publicados de estudio además de un bonus, el vídeo de "Nausea" y "Cellphone's Dead", y cuatro hojas de etiquetas adhesivas diferentes para la portada del álbum.
La Revista Rolling Stone posicionó el álbum en el puesto 24 de los mejores álbumes del 2006, mientras que la revista Spin dejó al álbum en el puesto 10 en sus 40 mejores álbumes del 2006. El álbum alcanzó el puesto 7 en el Billboard 200 de los Estados Unidos, en el puesto 6 en Canadá y el puesto 31 en Australia. En julio de 2008, The Information había vendido 434.000 copias en Estados Unidos.

## Lista de canciones
Todas las canciones escritas y compuestas por Beck, excepto donde se indique. 
| N.º   | Título                                                             | Duración |  |
| 1.    | «Elevator Music»                                                   | 3:38     |  |
| 2.    | «Think I'm in Love»                                                | 3:20     |  |
| 3.    | «Cellphone's Dead»                                                 | 4:46     |  |
| 4.    | «Strange Apparition»                                               | 3:48     |  |
| 5.    | «Soldier Jane» (Beck, Nigel Godrich)                               | 3:59     |  |
| 6.    | «Nausea»                                                           | 2:55     |  |
| 7.    | «New Round»                                                        | 3:26     |  |
| 8.    | «Dark Star»                                                        | 3:45     |  |
| 9.    | «We Dance Alone»                                                   | 3:57     |  |
| 10.   | «No Complaints»                                                    | 3:00     |  |
| 11.   | «1000 BPM»                                                         | 2:32     |  |
| 12.   | «Motorcade» (Beck, Nigel Godrich)                                  | 4:15     |  |
| 13.   | «The Information»                                                  | 3:46     |  |
| 14.   | «Movie Theme» (Beck, Nigel Godrich)                                | 3:53     |  |
| 15.   | «The Horrible Fanfare/Landslide/Exoskeleton» (Beck, Nigel Godrich) | 10:36    |  |
| 61:33 |                                                                    |          |  |

## Deluxe Edition
CD 1

Todas las canciones escritas y compuestas por Beck, excepto donde se indique. 
| N.º | Título                                                             | Duración |  |
| 1.  | «Elevator Music»                                                   | 3:38     |  |
| 2.  | «Think I'm in Love»                                                | 3:20     |  |
| 3.  | «Cellphone's Dead»                                                 | 4:46     |  |
| 4.  | «Strange Apparition»                                               | 3:48     |  |
| 5.  | «Soldier Jane» (Beck, Nigel Godrich)                               | 3:59     |  |
| 6.  | «Nausea»                                                           | 2:55     |  |
| 7.  | «New Round»                                                        | 3:26     |  |
| 8.  | «Dark Star»                                                        | 3:45     |  |
| 9.  | «We Dance Alone»                                                   | 3:57     |  |
| 10. | «No Complaints»                                                    | 3:00     |  |
| 11. | «1000 BPM»                                                         | 2:32     |  |
| 12. | «Motorcade» (Beck, Nigel Godrich)                                  | 4:15     |  |
| 13. | «The Information»                                                  | 3:46     |  |
| 14. | «Movie Theme» (Beck, Nigel Godrich)                                | 3:53     |  |
| 15. | «The Horrible Fanfare/Landslide/Exoskeleton» (Beck, Nigel Godrich) | 10:36    |  |

CD 2
| N.º | Título                                                  | Duración |  |
| 1.  | «Cellphone's Dead (Ellen Allien remix)»                 | 5:37     |  |
| 2.  | «Nausea (Bumblebeez remix)»                             | 2:28     |  |
| 3.  | «Dark Star (David Andrew Sitek remix)»                  | 4:08     |  |
| 4.  | «Nausea (The Chap remix)»                               | 3:55     |  |
| 5.  | «Cellphone's Dead (Jamie Lidell Limited Minutes remix)» | 4:32     |  |
| 6.  | «Cellphone's Dead (Ricardo Villalobos remix)»           | 14:38    |  |

CD 3
El tercer disco contiene videos musicales de todas las canciones del álbum.

## Créditos de los samples
"The Horrible Fanfare/Landslide/Exoskeleton"
- La sección de The Horrible Fanfare utiliza un sample de "Cellphone's Dead".
- La sección de The Landslide utiliza un sample de la canción "Requiem pour un con", del cantante francés Serge Gainsbourg.
- La sección de The Exoskeleton contiene un diálogo de Dave Eggers y Spike Jonze.

## Personal
- Beck – voz, guitarra acústica, guitarra eléctrica, melódica, piano, órgano, teclados, programación, efectos, scratch, sitar, bajo, armónica, kalimba, percusión, tambores, efectos de percusión, glockenspiel, Game Boy
- Nigel Godrich – producción, mezcla, teclados, programación, efectos, scratch, pandereta, percusión, coros, Speak & Spell, silbato, Tote-A-Tune, kalimba, tambores, Game Boy
- Jason Falkner – bajo, guitarra, guitarra eléctrica, guitarra acústica, bajo africano, sintetizador Moog, coros, percusión, batería
- James Gadson – batería, percusión, coros
- Joey Waronker – batería, percusión, coros
- Smokey Hormel – sonidos de introducción
- Justin Meldal-Johnsen – sonidos de introducción
- Roger Manning Jr. – sonidos de introducción
- Alex Acuña – percusión, coros
- Harvey Mason – batería
- Brian LeBarton – Speak 'n Spell
- Justin Stanley – guitarra eléctrica, guitarra acústica, coros, percusión, flauta
- Greg Kurstin – teclados, birimbao, piano, sintetizador, teclado, coros, guitarra acústica
- DJ Z-Trip – scratch
- Stevie Black – violonchelo, percusión, coros
- Lucia Ribisi – chica en "Cellphone's Dead"
- Cosimo Hansen – voces
- Sean Davis – bajo
- Rachel Shelley – shipping forecast
- David Campbell – arreglos de cuerda, conductor
- Suzie Katayama – cuerdas
- Charlie Bisharat – cuerdas
- Spike Jonze – voz en "Exoskeleton"
- Dave Eggers – voz en "Exoskeleton"

## Certificación
| País   | Certificación | Ventas | Referencia(s) |
| ------ | ------------- | ------ | ------------- |
| Canadá | Oro           | 50 000 | [ 15 ]        |